# حسن اصغری
حسن اصغری، (۱۳۲۶) نویسنده و منتقد ادبی ایرانی در ۱۳۲۶ در شهر خمام از توابع شهر رشت به دنیا آمد. هشت ساله بود که به همراه برادرش به تهران آمد و در محله سرچشمه ساکن شد. از ۱۳۵۵ مقاله‌های مختلفی در نقد ادبی و تاریخی و داستان کوتاه در نشریات مختلف از او منتشر شده است. وی از سال ۱۳۷۵ تا ۱۳۸۵ دبیر شورای تحریریهٔ مجلهٔ ادبی کلک بود و در سال ۱۳۸۷ سردبیر نشریهٔ ادبیات و سینما بود. از مهم‌ترین آثار او رمان «ول کنید اسب مرا» دربارهٔ میرزا کوچک خان و کتاب تحلیلی «زایش تاریخ» دربارهٔ وقایع دوران مشروطه است.
وی در ماجرای اتوبوس ارمنستان در سال ۱۳۷۵ و در جریان قتل‌های زنجیره‌ای در لیست چهره‌های فرهنگی اعزامی بود.

## آثار

### مجموعه داستان کوتاه
- ۱۳۵۵ - خسته‌ها. (نشر بین‌الملل)
- ۱۳۵۶ - میراث خانزاده.(نشر بین‌الملل)
- ۱۳۷۹ - برکهٔ مانداب.(نشر هم گامان)
- ۱۳۸۰ - کوهان سیاه و شکوفه‌های بهار نارنج.[۳] (نشر میرکسرا)
- ۱۳۸۰ - عریان‌تر از جنگ.(نشر نگاه سبز)
- ۱۳۸۱ - عاشقی در مقبره. (نشر نگاه)
- ۱۳۸۲ - نقش باغ نگارستان. (نشر علم)
- ۱۳۸۲ - راز اشکهای کریستالی. (نشر میرکسرا)
- ۱۳۸۴ - بزرگداشت باشکوه. (نشر آزادمهر)

### داستان بلند و رمان
- ۱۳۵۸ - 'گرگ و میش'، داستان بلند.[نشر بین‌الملل]
- ۱۳۶۱ - تلاش، نوجوانان. (نشر بین‌الملل)
- ۱۳۸۰ - ول کنید اسب مرا.(نشر روزآمد)
- ۱۳۸۲ - برزخ نمرود و گل محبوبه. (نشر نگاه)
- ۱۳۸۳ - غرش دریا. (نشر قطره)
- ۱۳۸۳ - گمشدگان شبستان. (نشر امتداد)
- ۱۳۸۵ - بزرگداشت باشکوه (آوای کلار)
- ۱۳۸۷ - قهقههٔ باشکوه. (نشر آزادمهر)
- ۱۳۸۸ - عاشقی در خیال. (نشر نگاه)
- ۱۳۹۰ - عشق در حصار. (نشر علم)
- ۱۳۹۱ - رستم در مرداب خوان دوم. (نشر روزگار)
- ۱۳۸۹ - بارگاه گوسالهٔ سامری. (نشر روزآمد)
- ۱۳۹۰ - خاک سپاری در گهواره. (نشر روزآمد)
- ۱۳۹۰ - عشق در آداب شکسته. (نشر علم)
- ۱۳۹۰ - روایت کشتگان زنده. (نشر روزگار)
- ۱۳۹۱ - نره گاو پهلوان چنگیز. (نشر روزگار)
- ۱۳۹۴ - مرغی که مانند پنگوئن راه می‌رفت و قهقهه می‌زد. (نشر روزگار)
- ۱۳۹۶ - لاله زار مرداب. (نشر بوتیمار)
- ۱۳۹۶ - قربانگاه سهراب. (نشر ثالث)
- ۱۳۹۵ - تابلوهای زلزله خیز قلهٔ کوه کرکس. (نشر هزاره سوم)
- ۱۳۹۷ - آواز فوارهٔ آب و گنجشک. (نشر هزاره سوم)
- ۱۳۹۷ - ماموت قلهٔ علم کوه. (نشر ورا)
- ۱۳۹۸ - جشن تولد با گل محبوبه شب. (نشر ثالث)
- ۱۳۹۸ - وعده گاه مرگ. (نشر روزگار)
- ۱۳۹۸ - درفش پوستین بر چوبهٔ دار (نشر روزگار)

### سایر
- ۱۳۸۱ - زایش تاریخ، هفت مقاله در تحلیل وقایع انقلاب مشروطه. (نشر نگاه)
- ۱۳۸۶ - کالبد شکافی ۲۰ داستان کوتاه (نقد و بررسی). (نشر ورا)